# Oxalis grandis
Oxalis grandis är en harsyreväxtart som beskrevs av John Kunkel Small. Oxalis grandis ingår i släktet oxalisar, och familjen harsyreväxter. Inga underarter finns listade i Catalogue of Life.